# Chara
Chara és un gènere d'algues verdes dins la família Characeae. Linné, va establir el gènere Chara el 1753.

## Morfologia
Les espècies de Chara són pluricel·lulars i semblen plantes terrestres perquè tenen estructures similars a la tija i la fulla. El sistema d'embrancament és complex. Típicament estan fixades al litoral fent servir com unes arreletes (rizoides). Al tacte són aspres, ja que dipositen calci en les parets cel·lulars, cosa que, a més, els dona una olor desagradable a sulfur d'hidrogen.

## Hàbitat
Es troben en aigües dolces (com per exemple el fons de les basses) especialment en llocs calcaris de zones temperades. Prefereixen aigües poc oxigenades i no es troben en llocs amb larves de mosquits. Les espècies de Chara creixen submergides al fons fangós d'aigües clares.

## Reproducció
Es reprodueixen vegetativament i sexualment. Les fructificacions masculines són glòbuls i les femenines núcules.

## Taxonomia
- Chara braunii
- Chara canescens
- Chara contraria (oposada)
- Chara corallina
- Chara elegans
- Chara excelsa
- Chara fibrosa
- Chara formosa
- Chara fragilis
- Chara globularis
- Chara hispida
- Chara hornemannii
- Chara intermedia
- Chara nataklys
- Chara sejuncta
- Chara virgata
- Chara vulgaris
- Chara zeylanica
- Chara connivens (convergent)